# Geochelone vulcanica
La tartaruga gigante di Gran Canaria (Geochelone vulcanica) è una specie estinta di tartaruga nella famiglia Testudinidae. Era endemica delle isole Canarie, in particolare dell'isola di Gran Canaria.
Questa è una delle due specie descritte di tartarughe giganti che abitavano le isole Canarie fino alla fine del Pleistocene. L'altra specie è Geochelone burchardi sull'isola di Tenerife. Si ritiene che gli antenati di queste due specie di tartarughe giganti abbiano raggiunto le isole Canarie dal Nord Africa. Geochelone vulcanica aveva un carapace di 61 cm, quindi un po' più piccola di Geochelone burchardi che è di circa 65-94 cm.